# Bijeli put za Novu Bilu i Bosnu Srebrenu
Bijeli put za Novu Bilu i Bosnu Srebrenu je bio humanitarni konvoj koji se sastojao 99 šlepera i 143 članova medicinskog osoblja, franjevaca, novinara i tehničkog osoblja, a za cilj je imao prenijeti hranu i lijekove u bolnicu u Novoj Biloj, koja je bila na izdisaju, a glad je opasno prijetila Hrvatima cijele Lašvanske doline. Konvoj su predvodili dr. Slobodan Lang i Herman Vukušić, a trajao je 14 dana, od 10. do 24. prosinca 1993. godine. Humanitarni konvoj "Bijeli put za Novu Bilu i Bosnu Srebrenu" probio je potpunu osmomjesečnu blokadu sedamdesetak tisuća Hrvata u Lašvanskoj dolini, donio im spas u hrani i lijekovima, ali i vjeru da nisu sami.

## Franjevačka bolnica "Dr. fra Mato Nikolić"
Gradnja župne crkve svetoga Duha u Novoj Biloj s popratnim zgradama dovršena je 1980. godine. U vrijeme gradnje, prigovaralo se da je crkva preglomazna, da nikada neće trebati tolika crkva. Dolaskom rata, pokazalo se suprotno. Krajem 1992. godine rasplamsao se Bošnjačko-hrvatski sukob u Lašvanskoj dolini. Stižu mnogi prognanici s teritorija Jajca, Donjeg Vakufa, Karaule, a zatim iz dijelova općina: Zenica, Travnik, Novi Travnik, Busovača, Vitez i drugih krajeva. S tih je područja prognano ukupno oko 30.000 Hrvata. Pučanstvo je, u velike, ovisilo o humanitarnoj pomoći, koja je stizala preko Kruha svetog Ante i Caritasa, najčešće preko Splita. Oko 70.000 Hrvata se, uskoro, našlo u okruženju, izolirano od ostatka svijeta, stisnuto na prostoru dugom 30 i širokom 2 kilometra. 
Budući da je postalo opasno, a uskoro i nemoguće upućivati bolesne i ranjene u travničku i zeničku bolnicu, morala su se iznalaziti druga rješenja. Već je tada predlagano da se ratna bolnica smjesti u novobiljanskoj crkvi, no to nije naišlo na odobravanje kod za to odgovornih ljudi, koji su odlučili osnovati nekoliko ratnih bolnica u neposrednoj blizini obrambenih crta. To se pokazalo pogrešnim jer su, uskoro, jedna za drugom, sve te improvizirane bolnice pale u bošnjačke ruke. Tako je, napokon, na osnivačkoj skupštini 15. prosinca 1992. godine, u župnoj crkvi i prostorijama službeno osnovana Ratna crkva-bolnica, koja je, prikladno, nazvana "franjevačkom". Ime je dobila po fra Mati Nikoliću, prvom diplomiranom liječniku-franjevcu u Bosni. Crkva je, zapravo, već od 19. listopada 1992. godine, s početkom prvih ozbiljnih incidenata između Bošnjaka i Hrvata te prispijećem prvih ranjenika počela funkcionirati kao improvizirana bolnica, najprije za sve ratne, a potom i za civilne pacijente. U to vrijeme, u Novoj Biloj kao franjevci-svećenici djeluju župnik fra Franjo Grebenar i župni vikar fra Zoran Livančić. 
Od 3. lipnja 1993. godine, bošnjačka vojska zauzela je grad Travnik i tada započinje egzodus Hrvata iz Travnika. Franjevačka bolnica ostaje jedina bolnica za Hrvate na području četiriju općina: Travnika, Novog Travnika, Viteza i Busovače. Bolnica radi u izuzetno teškim uvjetima bez normalne opskrbe električnom energijom i vodom. U Novoj Biloj zajedno su djelovali liječnici duha i liječnici tijela, franjevci i liječnici radili su i živjeli pod istim krovom. Kad je sukob sasvim buknuo, franjevci su otvorili i samu crkvu kao stacionar za ranjenike, tako da je u najtežim trenucima sukoba bilo i oko 200 ranjenika u bolnici. Crkvene klupe, okrenute jedna prema drugoj, služile su kao ležajevi za teške ranjenike. Nedostajalo je svega: prostora, lijekova, kirurškog pribora, medicinskog osoblja. Bolnica je postala sinonim stradanja bosanskih Hrvata. Sve poginule i umrle, franjevci su, iz sigurnosnih razloga, ukopavali u noćnim satima. U veljači 1994. godine dolazi do konačnog primirja. 
U razdoblju od 19. listopada 1992. do 1. travnja 1994. godine, u franjevačkoj bolnici-crkvi ukupno je zbrinuto 14.500 pacijenata, a bolnički je liječeno 7.260 pacijenata. U veoma teškim uvjetima, izvedeno je 1.260 operativnih zahvata u općoj anesteziji i oko 4.200 operativnih zahvata u spinalnoj, lokalnoj anesteziji. U rodilištu, koje se nalazilo u susjednoj kući, rođeno je 721 dijete. Mjesečno je u prosjeku obavljano 40-50 porođaja, 50-60 osoba dnevno je podizalo lijekove iz bolničke ljekarne. Jedna velika, prava bolnica teško bi izdržala ovakav tempo rada. Bolnica je pokrivala čitavo stanovništvo Lašvanske enklave, njih oko 70.000. Tisuće prijema u tako kratkom roku, često su osoblje bolnice dovodili do ruba izdržljivosti. Liječnici, medicinske sestre i tehničari i sami su proživljavali bol zbog izgubljenog doma ili osobe. U ožujku 1993. godine, u bolnici je bilo 30 uposlenih, u srpnju 95, a studenom iste godine zabilježeno je 147 djelatnika. 
U lipnju 1994. godine, u posjet Hrvatima Lašvanske doline, dolazi predsjednik Republike Hrvatske dr. Franjo Tuđman. On tada obećava izgradnju nove bolnice, a u listopadu iste godine polaže se i kamen temeljac za novu Hrvatsku bolnicu "Dr. fra Mato Nikolić" u Novoj Biloj. Bolnica je dovršena i otvorena 1999. godine i stoji na raspolaganju svim stanovnicima Lašvanske doline.

## Bijeli put za Novu Bilu i Bosnu Srebrenu
Dugo i teško se istina o borbi Hrvata Srednje Bosne probijala u svijet jer su bili u totalnoj blokadi. Krajem 1993. godine, stanje je postalo neizdrživo. Bolnica u Novoj Biloj bila je na izdisaju. Ranjenici su umirali jer nije bilo osnovnih lijekova i medicinskog pribora. Glad je opasno prijetila Hrvatima cijele Lašvanske doline. Trebalo je hitno nešto poduzeti da im se pruži i materijalna i moralna podrška. U Bosni i Hercegovini i Hrvatskoj rađala se ideja o organiziranju humanitarnog konvoja. 
Nakon mnogih priprema iz Zagreba, 10. prosinca 1993. godine pod visokim pokroviteljstvom predsjednika Republike Hrvatske dr. Franje Tuđmana i uz pratnju predstavnika Katoličke crkve i franjevačke provincije Bosne Srebrene, kreće veliki konvoj humanitarne pomoći nazvan  „Bijeli put za Novu Bilu i Bosnu Srebrenu“ . Konvoj je trajao je 14 dana, a pratili su ga državnici, veleposlanici, franjevci, medicinari, humanitarci, kulturni i javni radnici. Svih njih s vozačima bilo je 143. Početnoj koloni vozila putem preko Rijeke, Splita pa dalje preko Tomislavgrada i Prozor-Rame priključivali su se novi kamioni i novi suputnici. Konvoj su predvodili gospoda Herman Vukušić i dr. Slobodan Lang. Pripadnici HVO-a pratili su konvoj do područja „Ljubavna stijena“ (cca 1-2 km ispred Uskoplja), a od tog područja odgovornost je preuzeo UNPROFOR. Na Pavlovici, kod Uskoplja, konvoj su zaustavili pripadnici Armije BiH i tu ih zadržali dva dana. Zastoj je nastao zbog bošnjačke ucjene, premda su bile pribavljene sve suglasnosti bošnjačkih vlasti čak i u Sarajevu. 
Konvoj je krenuo dalje i konačno stigao u Novu Bilu 20. prosinca 1993. godine, gdje je dočekan suzama radosnicama. Tako je nakon 248 dana, od 16. travnja 1993. godine pa do dolaska konvoja probijena potpuna blokada Lašvanske doline. Hrvati Lašvanske doline su bili oduševljeni i ohrabreni. Stigla je toliko željena pomoć, osjetili su ljudsku solidarnost na djelu. 
Dana 22. prosinca 1993. godine, konvoj se vraćao iz Nove Bile. Kada je izlazio iz Uskoplja i prolazio posljednje kuće, pred kamione su iz obližnjih kuća istrčali pripadnici Armije BiH i iz automatskog oružja otvorili rafalnu paljbu po kamionskim kabinama. Na licu mjesta poginuo je vozač Ante Vlajić, rođen 1934. godine, iz Splita, a tri sudionika "Bijelog puta" su ranjena. U spomen na taj tužni dan u župnoj crkvi u Novoj Bili svakog 22. prosinca slavi se sveta misa za pokojnog Antu Vlajića. Jedna ulica u Novoj Bili, ona koja vodi s magistralne ceste prema župnoj crkvi, nosi njegovo ime.

## Također pogledajte
- Tuzlanski konvoj spasa

## Vanjske poveznice
Mrežna mjesta
- Ratni video zapis: "Bijeli put za Novu Bilu i Bosnu Srebrenu"
- Ratni video zapis: Humanitarni konvoj "Bijeli put za Novu Bilu i Bosnu Srebrenu"
- Bolnica-crkva u Novoj Biloj i Bijeli put (Prvi dio)
- Bolnica-crkva u Novoj Biloj i Bijeli put (Drugi dio)